# Лајк Лорејн (Висконсин)
Лајк Лорејн (енгл. Lake Lorraine) насељено је место без административног статуса у америчкој савезној држави Висконсин.

## Демографија
По попису из 2010. године број становника је 324.
| Група             | 2000.    | 2010.       |
| Белци             | 0 (0,0%) | 304 (93,8%) |
| Афроамериканци    | 0 (0,0%) | 1 (0,3%)    |
| Азијати           | 0 (0,0%) | 3 (0,9%)    |
| Хиспаноамериканци | 0 (0,0%) | 14 (4,3%)   |
| Укупно            | 0        | 324         |